# Žiga Jerman
Žiga Jerman (ur. 26 czerwca 1998) – słoweński kolarz szosowy. W 2017 roku zajął 492. miejsce w UCI Europe Tour, a w 2018 zajął 397. miejsce.

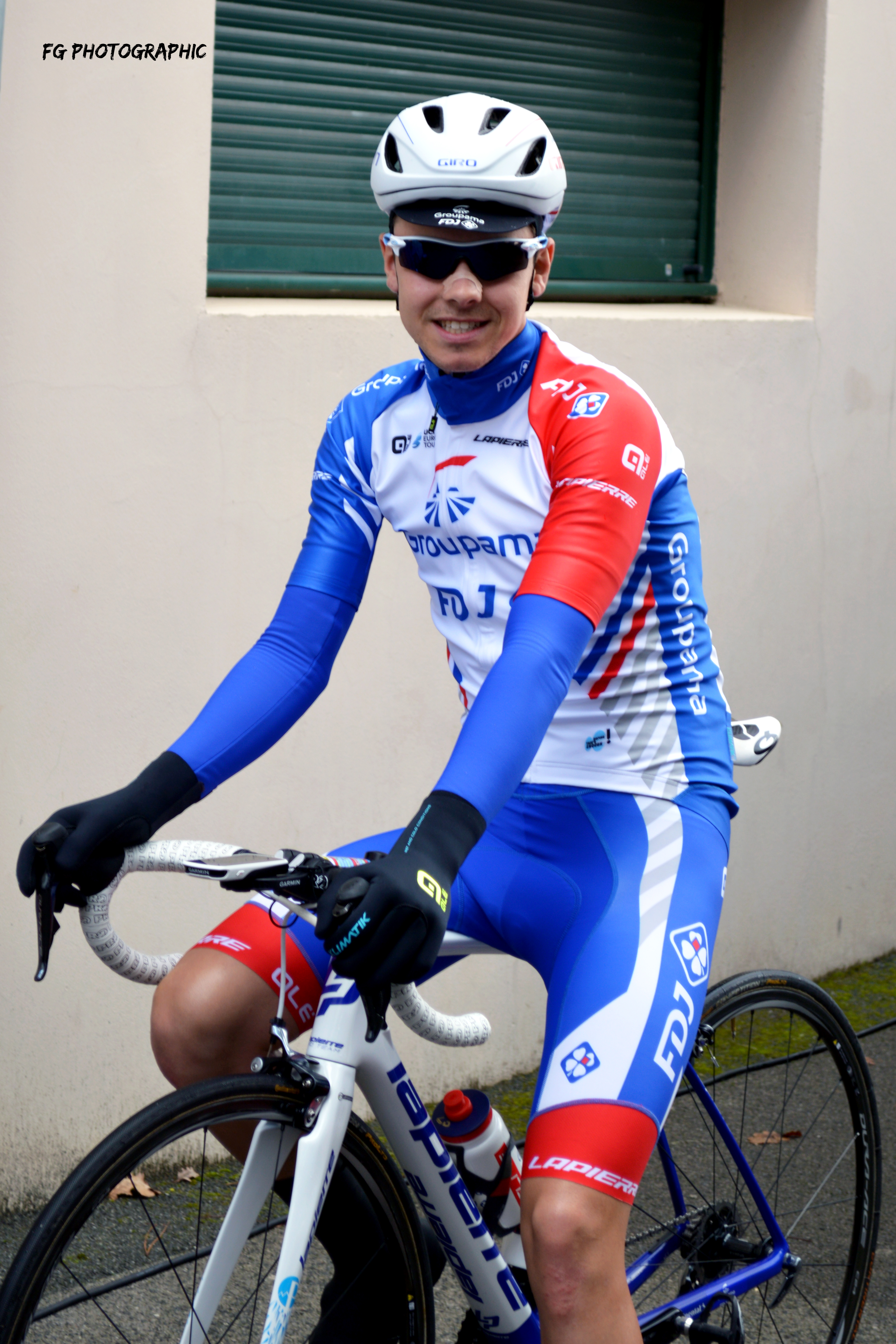
Žiga Jerman

## Kariera klubowa
Žiga Jerman rozpoczął swą klubową karierę w 2017 roku w Ljubljana Gusto Santic. Po dwóch latach zaczął jeździć we francuskim klubie Groupama-FDJ, gdzie pozostał do 2020 roku. W 2021 roku przeniósł się do włoskiego Androni Giocattoli-Sidermec.
| Rok       | Klub                        |
| --------- | --------------------------- |
| 2017–2018 | Ljubljana Gusto Santic      |
| 2019–2020 | Groupama-FDJ                |
| 2021      | Androni Giocattoli-Sidermec |
| od 2022   | Ljubljana Gusto Santic      |

## Sukcesy
- 1. miejsce w drugim etapie Tour de Hongrie w 2017
- 1. miejsce w wyścigu Gandawa-Wevelgem U23 w 2018[3]